# Märjamaa
Märjamaa è un comune rurale dell'Estonia centrale, nella contea di Raplamaa. Il centro amministrativo è l'omonima cittadina (in estone alev).

## Località
Oltre al capoluogo, il comune comprende 82 località (in estone küla):
Alaküla - Altküla - Aravere - Aruküla - Haimre - Hiietse - Inda - Jaaniveski - Jõeääre - Käbiküla - Kaguvere - Kangru - Käriselja - Kasti - Keskküla - Kiilaspere - Kilgi - Kirna - Kohatu - Kohtru - Koluta - Konuvere - Kõrtsuotsa - Kunsu - Laukna - Leevre - Lestima - Lokuta - Loodna - Luiste - Lümandu - Maidla - Mäliste - Männiku - Metsaääre - Metsküla - Mõisamaa - Moka - Mõraste - Nääri - Naistevalla - Napanurga - Nõmmeotsa - Nurme - Nurtu-Nõlva - Ohukotsu - Ojaäärse - Orgita - Päädeva - Paaduotsa - Paeküla - Paisumaa - Pajaka - Põlli - Purga - Rangu - Rassiotsa - Ringuta - Risu-Suurküla - Russalu - Sipa - Sõmeru - Sooniste - Soosalu - Sõtke - Sulu - Suurküla - Teenuse - Tolli - Ülejõe - Urevere - Vaimõisa - Valgu - Vanamõisa - Vana-Nurtu - Varbola - Velise - Velisemõisa - Velise-Nõlva - Veski - Vilta - Võeva